# Психофізика
Психофі́зика (англ. Psychophysics) — галузь психології, що досліджує функційні та кількісні співвідношення між фізичними стимулами та сенсорними (чуттєвими) відчуттями.
Досліджує вплив на фізіологічні процеси та поведінкові реакції, пов’язані із захворюваннями, психологічні механізми, що впливають на фізіологічні функції. Важливим досягненням психосоматології (психофізіології) є й те, що вона досліджує та розробляє психологічні методи допомоги соматичним хворим.
Психофізика була введена Густавом Теодором Фехнером у 1860 році як підрозділ експериментальної психології. Підґрунтям послугували роботи Ернста Генріха Вебера та Конрада Хоппе.
На базі досліджень в психофізиці вченим Автандилом Ануашвілі була створена у 1996 році комп'ютерна система для корекції психофізичного стану людини на основі біологічного зворотнього зв'язку. Зображення людини вводиться в комп'ютер за допомогою вебкамери. Порівнюючи асиметрію обличчя та асиметрію емоцій на правій та лівій половині обличчя, комп'ютер видає текст з описом психофізичного стану людини з рекомендаціями щодо гармонізації особистості. Крім того, комп'ютер синтезує два нових портрети людини, які образно відображають стан двох півкуль головного мозку. На цих портретах виявляються підсвідомі емоції, які можуть відрізнятися. Споглядання цієї різниці запускає у мозку людини механізм психофізичної саморегуляції. Внаслідок такої корекції стабілізуються психічні процеси, вирівнюються логічні та інтуїтівні здібності, зменшуються психосоматичні розлади, омолоджується біологічний вік. Людина стає більш адекватною і здатною керувати своїм психологічним станом. Технологія успішно застосовується в оздоровчій медицині, психології та управлінні персоналом у більш ніж 20 країнах.